# موانزا
موانزا یک شهر بندری در سواحل جنوبی دریاچه ویکتوریا در کشور تانزانیا می‌باشد.
شهر موانزا مرکز استان موانزا می‌باشد که دارای جمعیت شهری بالغ بر ۱٫۲ میلیون نفر می‌باشد و در رتبه دومین شهر بزرگ تانزانیا نیز قرار دارد.

## آب و هوا
| داده‌های اقلیم Mwanza    | داده‌های اقلیم Mwanza | داده‌های اقلیم Mwanza | داده‌های اقلیم Mwanza | داده‌های اقلیم Mwanza | داده‌های اقلیم Mwanza | داده‌های اقلیم Mwanza | داده‌های اقلیم Mwanza | داده‌های اقلیم Mwanza | داده‌های اقلیم Mwanza | داده‌های اقلیم Mwanza | داده‌های اقلیم Mwanza | داده‌های اقلیم Mwanza | داده‌های اقلیم Mwanza |
| ماه                     | ژانویه               | فوریه                | مارس                 | آوریل                | مه                   | ژوئن                 | ژوئیه                | اوت                  | سپتامبر              | اکتبر                | نوامبر               | دسامبر               | سال                  |
| ----------------------- | -------------------- | -------------------- | -------------------- | -------------------- | -------------------- | -------------------- | -------------------- | -------------------- | -------------------- | -------------------- | -------------------- | -------------------- | -------------------- |
| میانگین بیش‌ترین °C (°F) | ۲۹ (۸۴)              | ۲۸ (۸۳)              | ۲۹ (۸۴)              | ۲۸ (۸۳)              | ۲۹ (۸۴)              | ۲۹ (۸۴)              | ۲۹ (۸۴)              | ۲۹ (۸۴)              | ۲۹ (۸۵)              | ۲۹ (۸۵)              | ۲۹ (۸۴)              | ۲۸ (۸۳)              | ۲۸٫۸ (۸۳٫۹)          |
| میانگین کم‌ترین °C (°F)  | ۱۸ (۶۵)              | ۱۸ (۶۴)              | ۱۸ (۶۵)              | ۱۸ (۶۵)              | ۱۸ (۶۴)              | ۱۷ (۶۳)              | ۱۶ (۶۱)              | ۱۷ (۶۳)              | ۱۸ (۶۴)              | ۱۹ (۶۶)              | ۱۹ (۶۶)              | ۱۸ (۶۵)              | ۱۷٫۸ (۶۴٫۳)          |
| بارندگی میلی‌متر (اینچ)  | ۱۰۰ (۳٫۸)            | ۱۰۰ (۴٫۱)            | ۱۵۰ (۶٫۱)            | ۱۴۰ (۵٫۷)            | ۹۰ (۳٫۷)             | ۲۰ (۰٫۸)             | ۱۰ (۰٫۵)             | ۲۰ (۰٫۸)             | ۵۰ (۱٫۸)             | ۵۰ (۱٫۸)             | ۱۱۰ (۴٫۵)            | ۱۵۰ (۵٫۸)            | ۹۹۰ (۳۹٫۴)           |
| منبع: Weatherbase       |                      |                      |                      |                      |                      |                      |                      |                      |                      |                      |                      |                      |                      |